# Urmel aus dem Eis
Urmel aus dem Eis (no Brasil Tô de Férias e em Portugal A Ilha do Impy) é um filme alemão de 2006 animado por computador e baseado no romance infantil Urmel aus dem Eis de Max Kruse. O filme conta a historia de uma ilha tropical chamada Tikiwoo, onde animais e pessoas desajustados descobem um bebê dinossauro congelado desde os tempos pré-históricos.

## Elenco
- Wigald Boning
- Anke Engelke
- Florian Halm
- Christoph Maria Herbst
- Kevin Lannotta
- Stefan Krause
- Oliver Pocher
- Domenic Redl
- Frank Schaff
- Klaus Sonnenschein
- Wolfgang Völz